# Lijst van termen onder motorrijders S-T-U
Deze lijst bevat termen die onder motorrijders worden gebruikt en beginnen met de letter S, T of U. Soms zijn dit bestaande woorden die in de "motortaal" een andere betekenis krijgen. Zie voor andere begrippen en lijsten onderaan de pagina.

## S

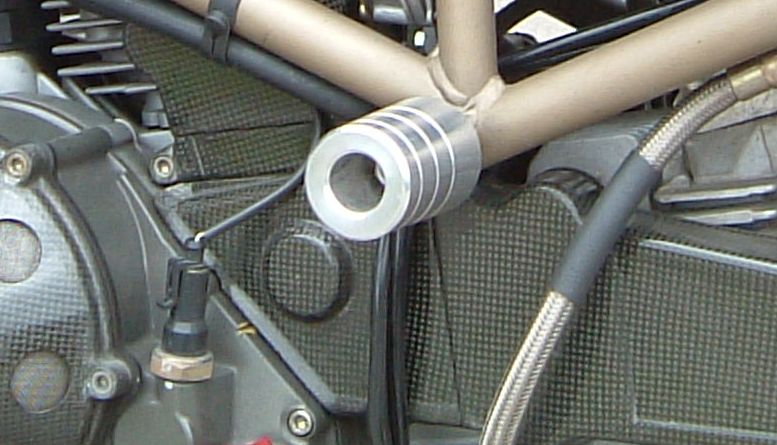
Een Safety slider op een Ducati M 900 Monster. (foto: Huibert Raemakers)

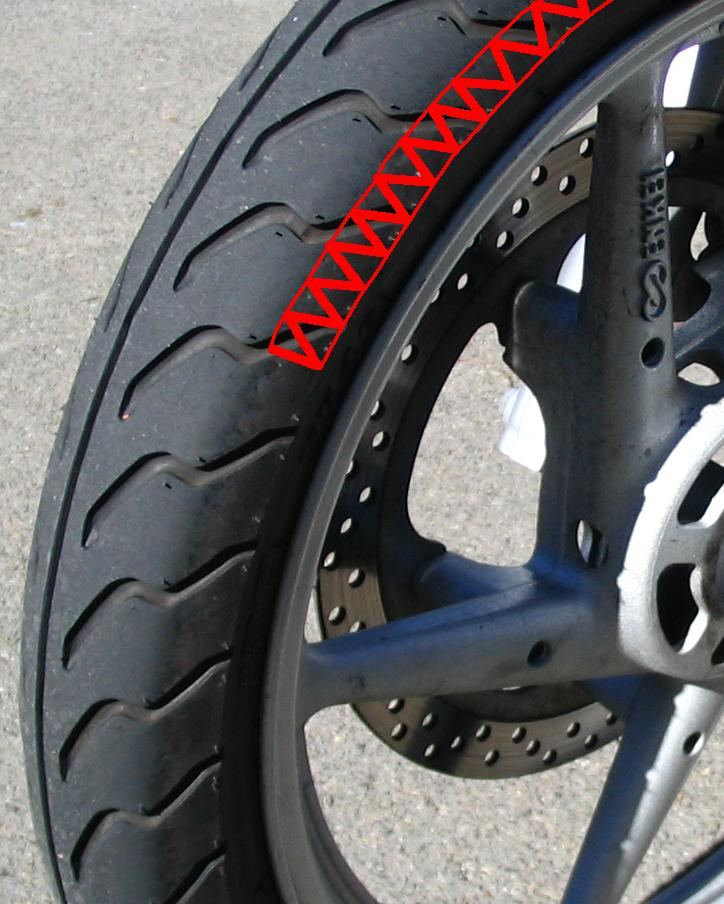
Schaamrand

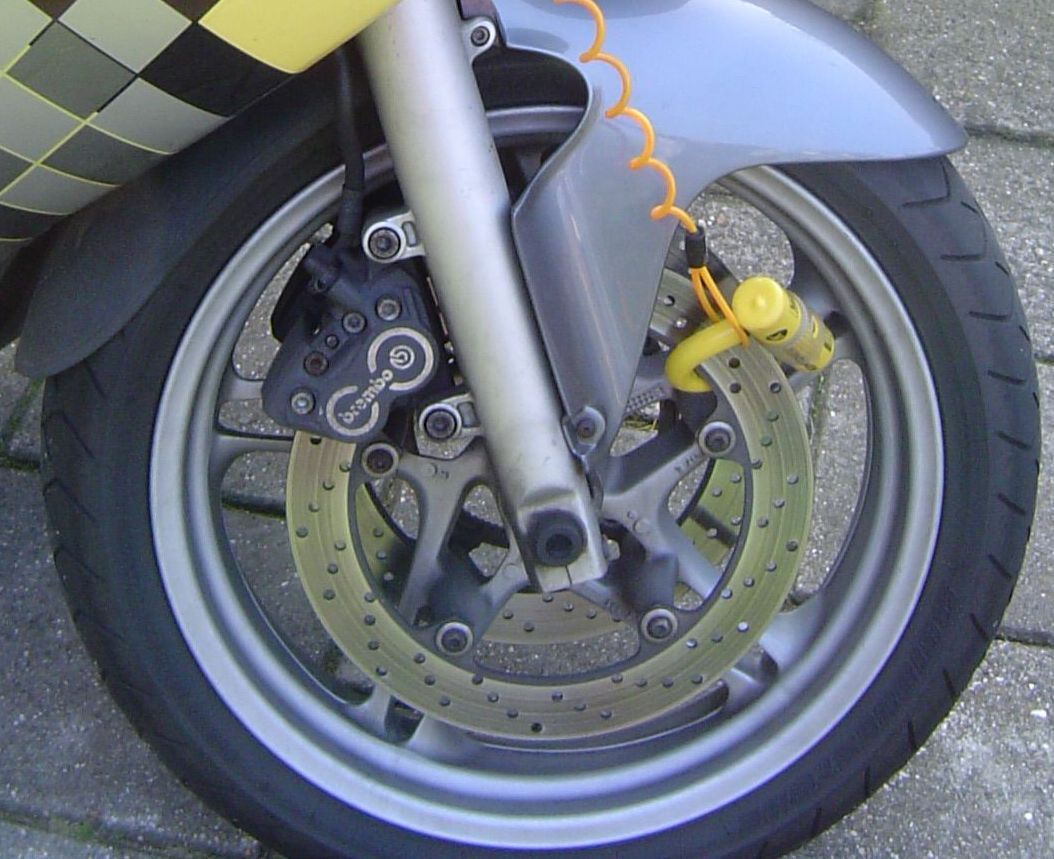
Schijfremslot

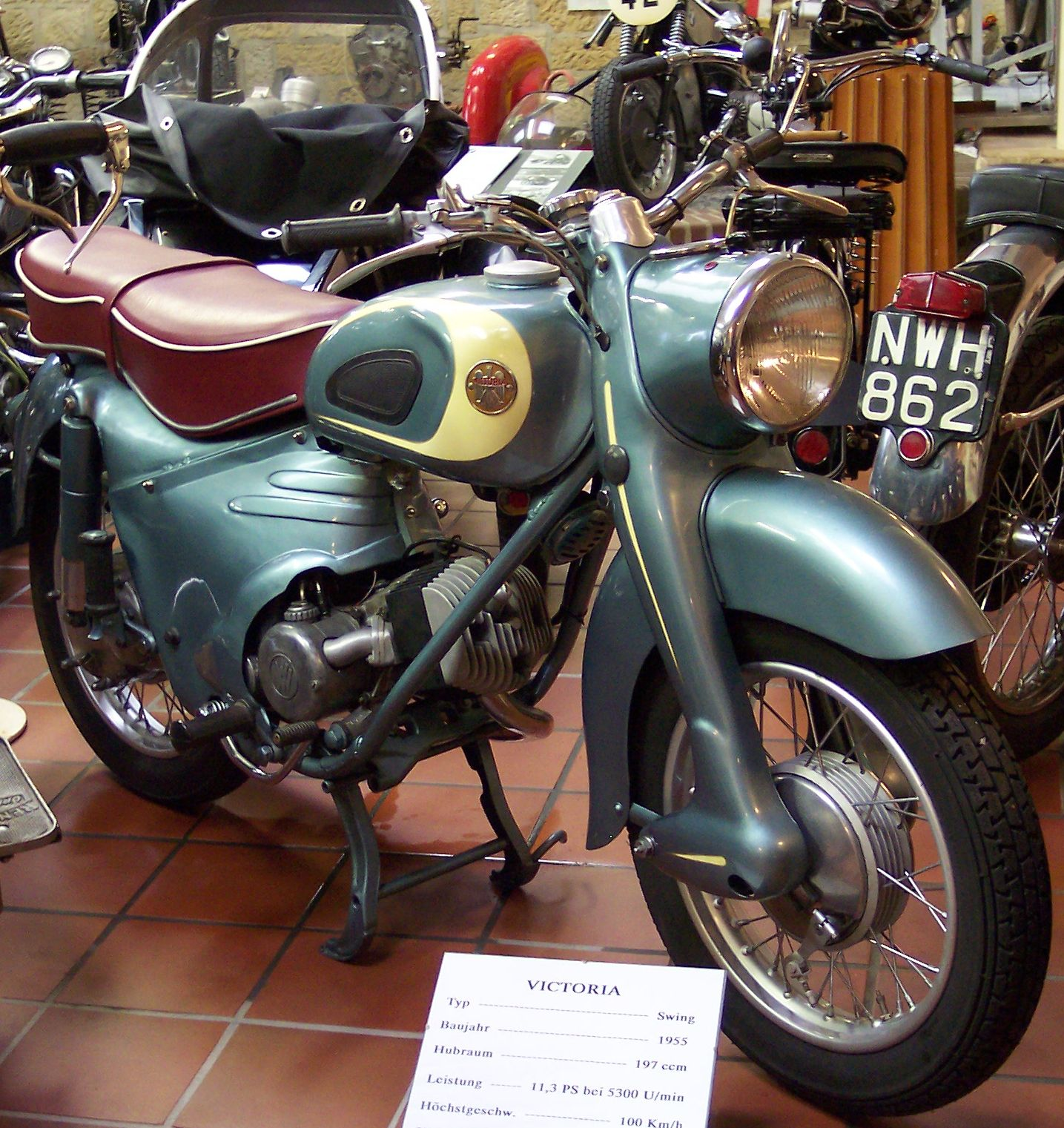
Das schwebende Motorrad

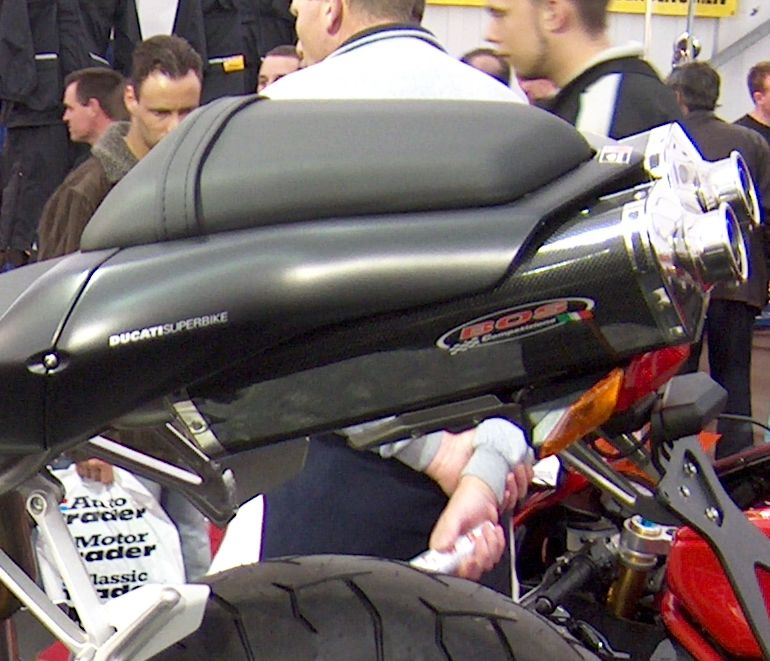
Seatpipes

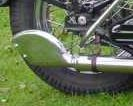
Sharkfin uitlaat van een Harley-Davidson 48-U uit 1948

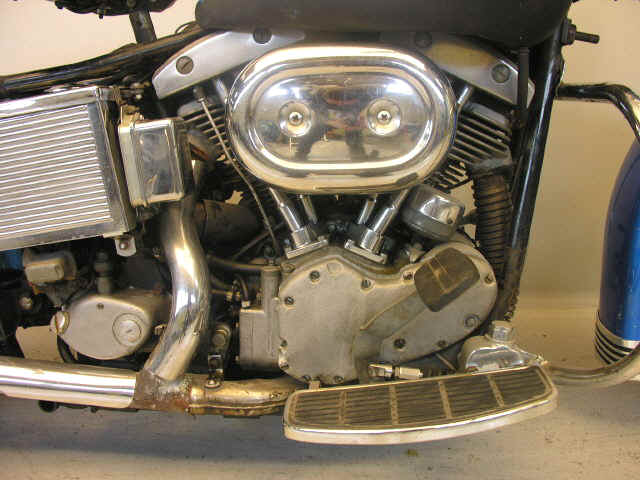
Shovelhead

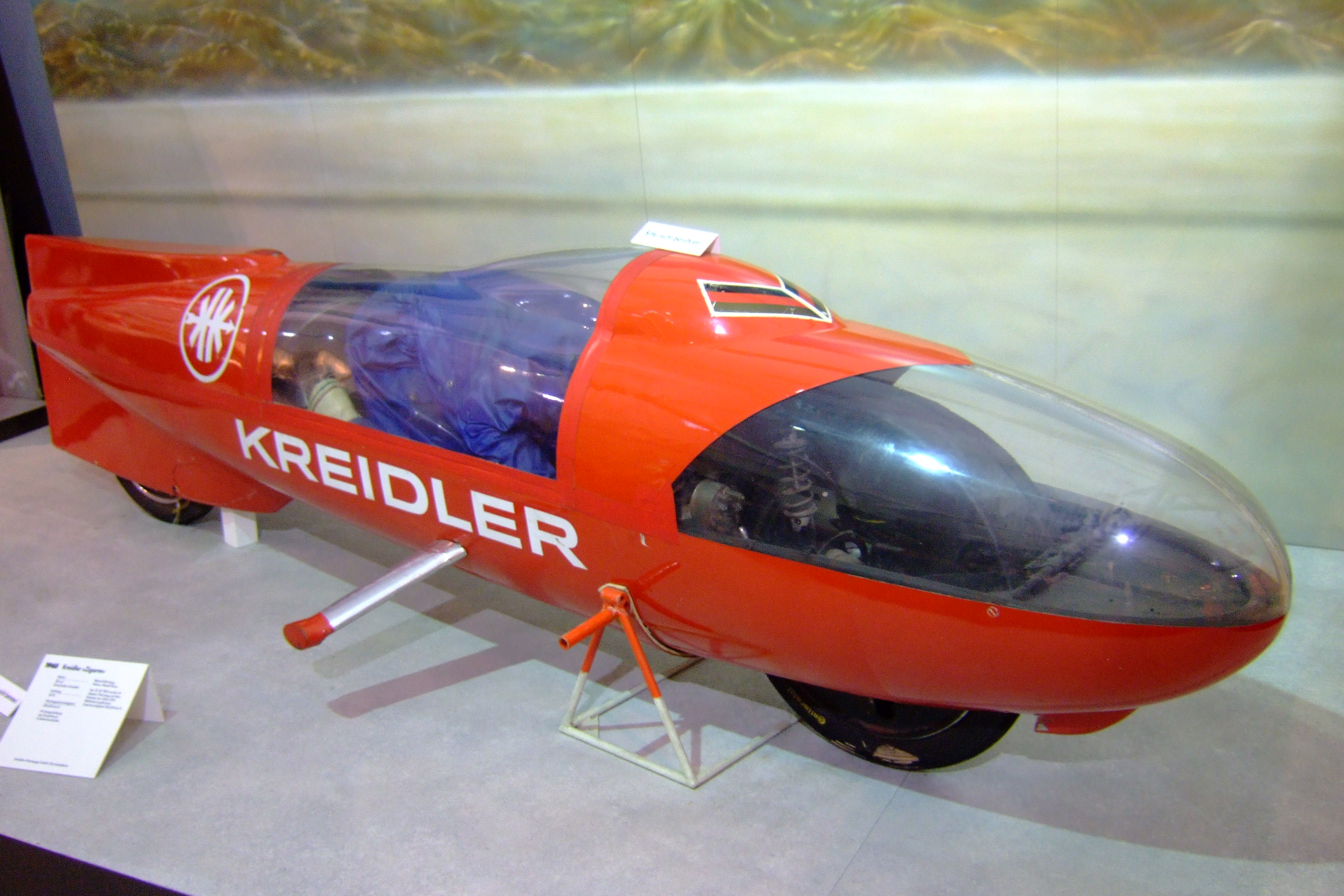
Kreidler sigaar

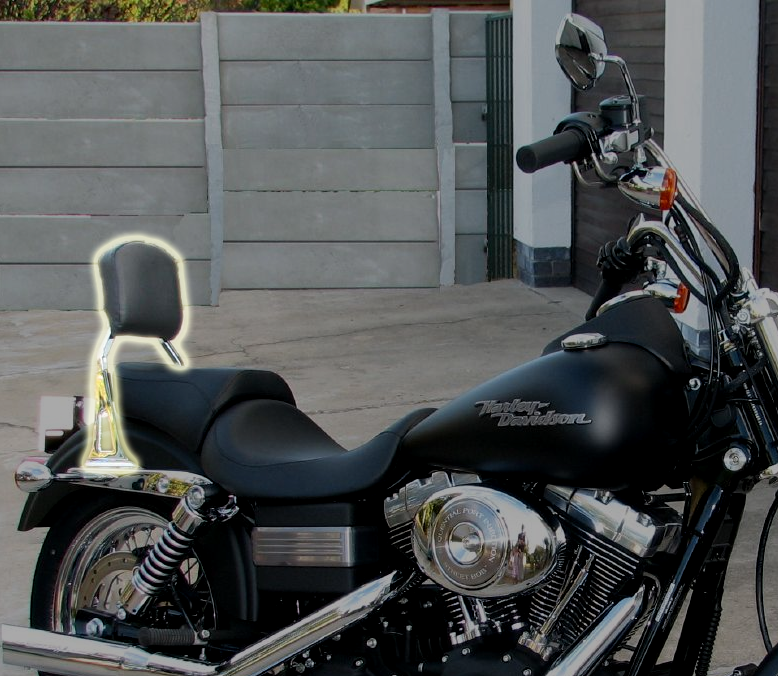
Sissybar

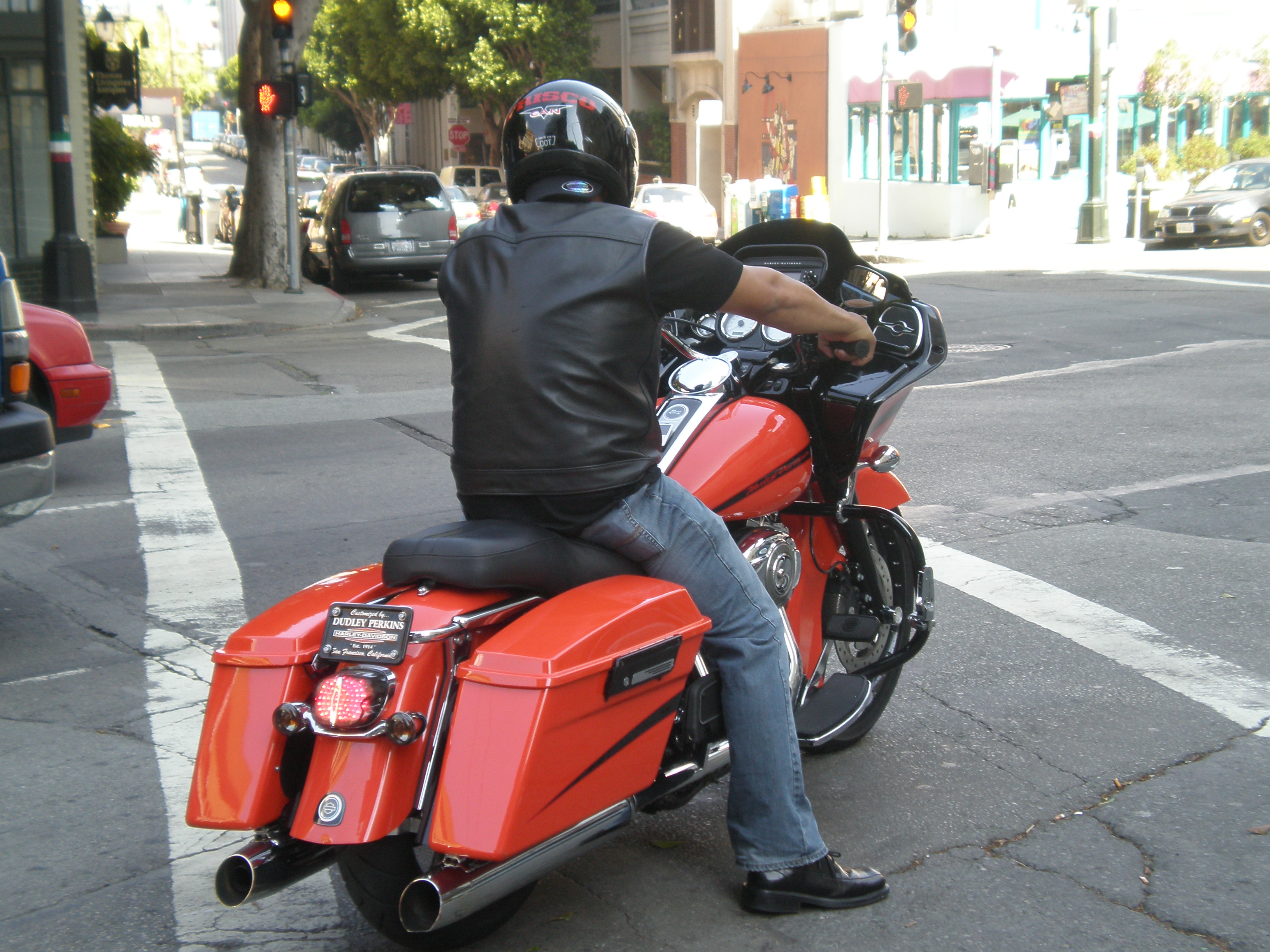
De originele Harley-Davidson koffers zijn bijna altijd Slant bags

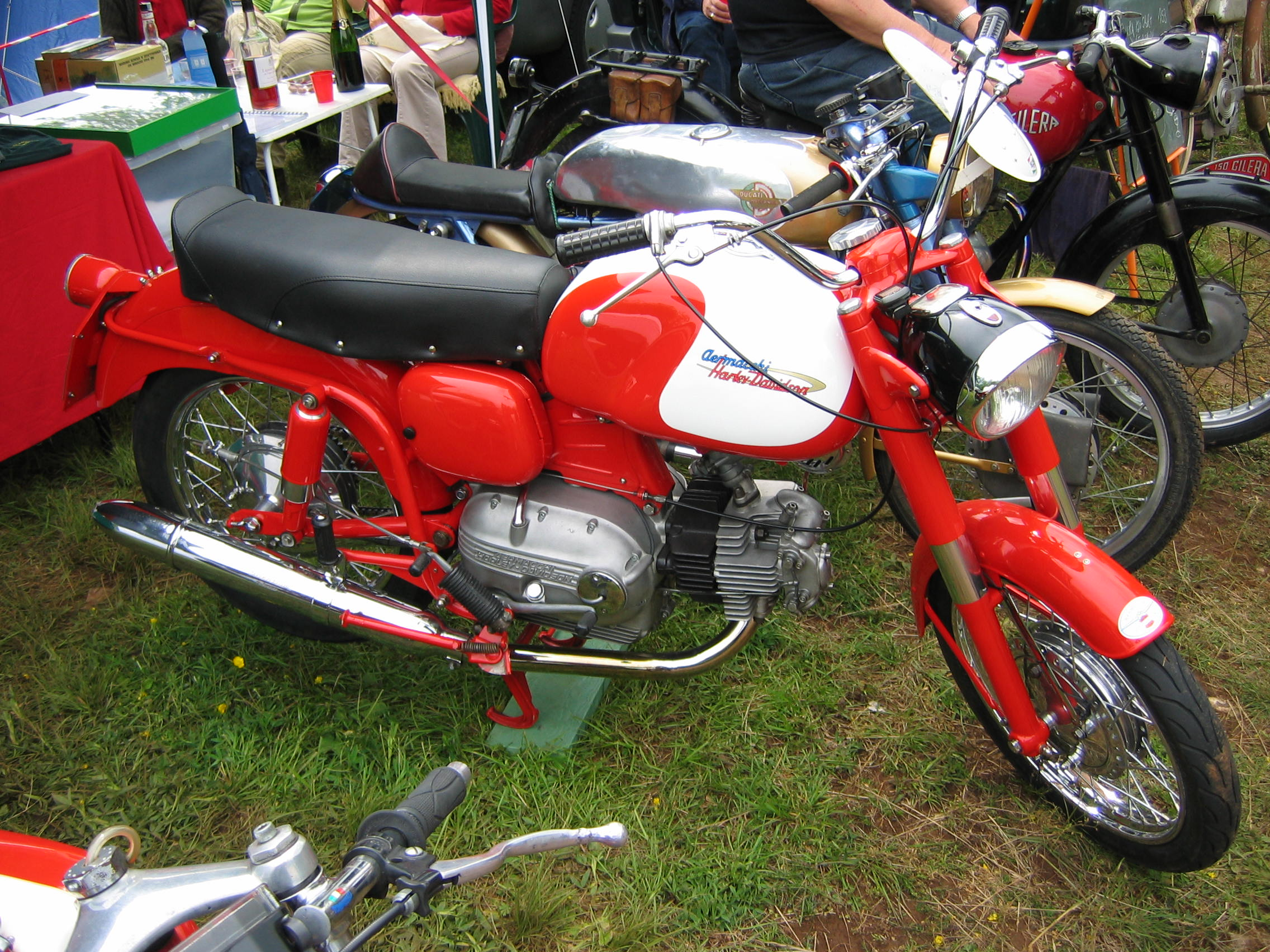
Spaghetti-Harley

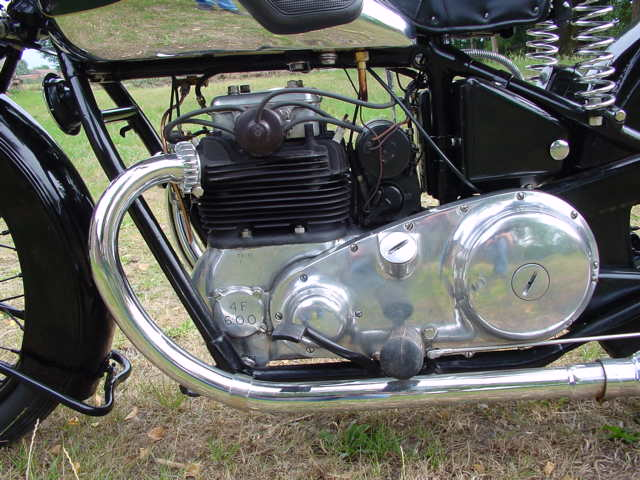
Square Four en Squariel: Ariel uit 1932

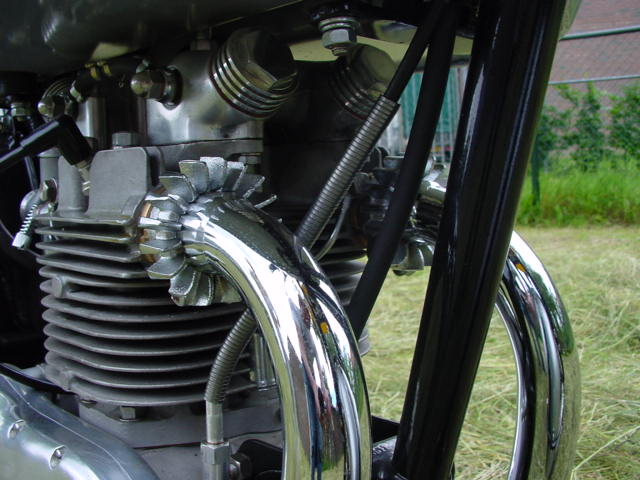
Staande twin (Triumph)

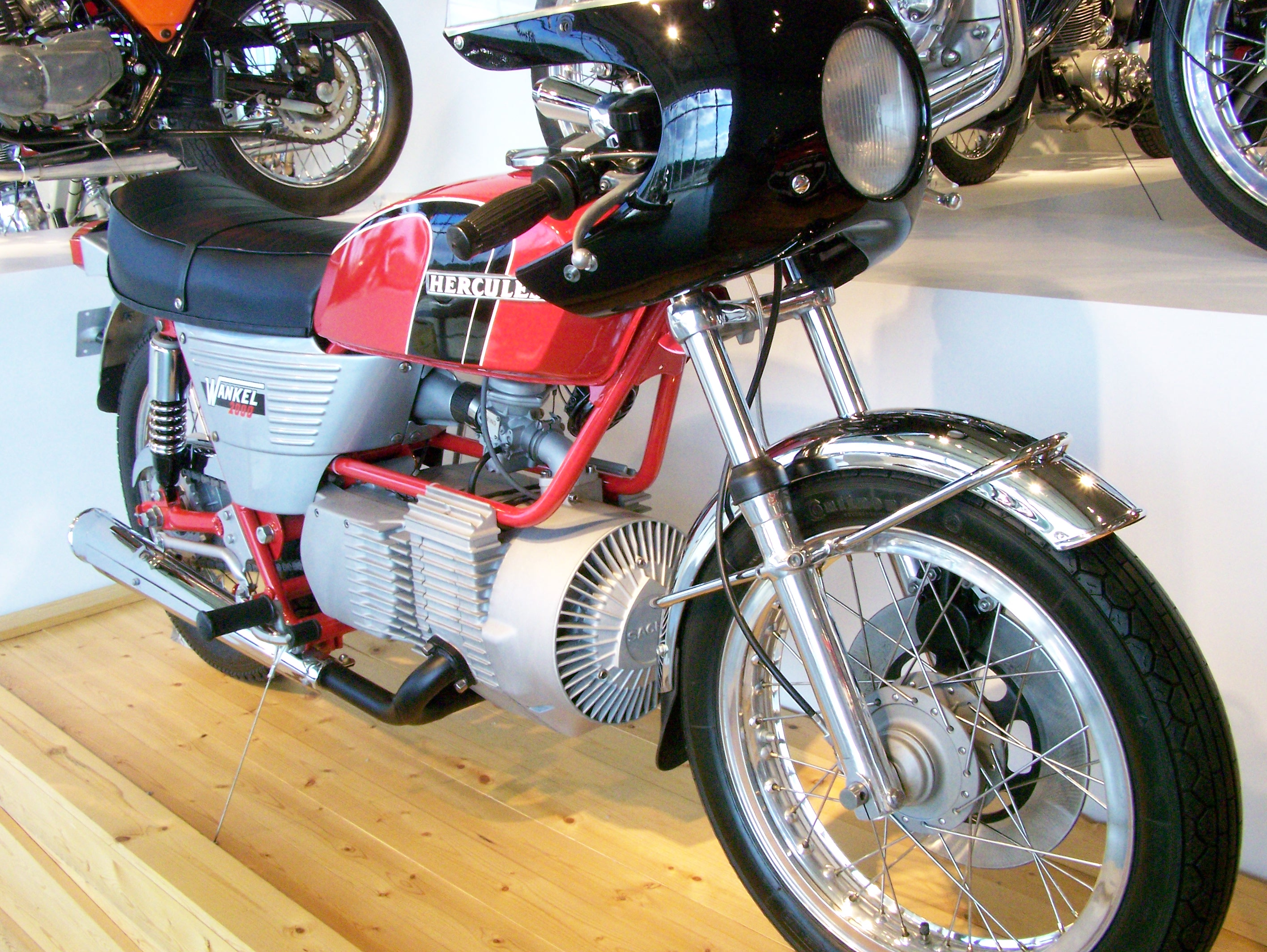
Stofzuiger: Hercules W 2000

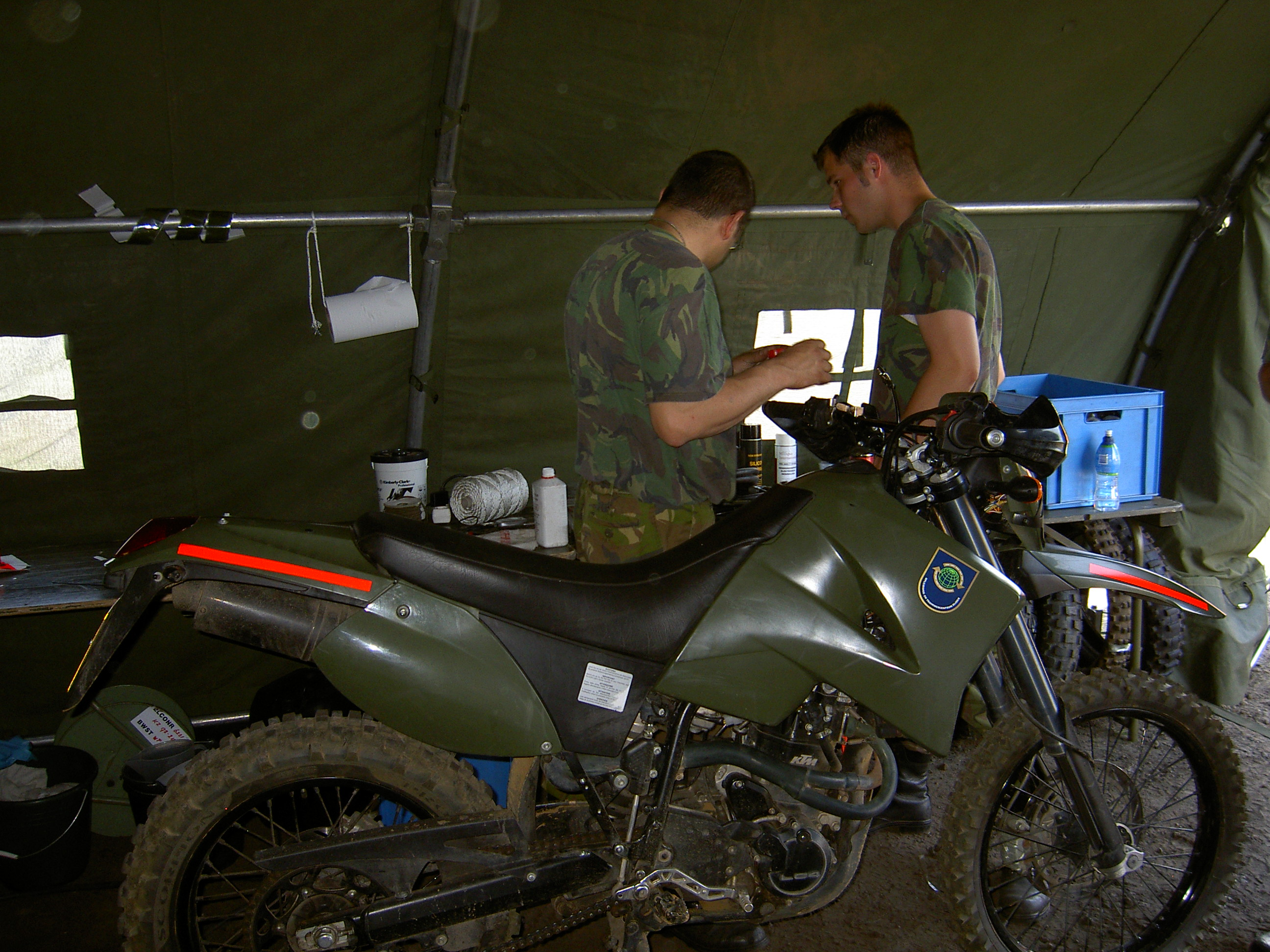
Strak zetten in de voorbereiding van een militaire Enduro-wedstrijd

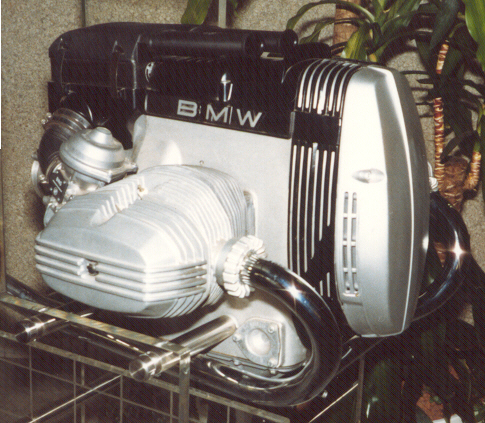
BMW boxermotor uit de /7-serie

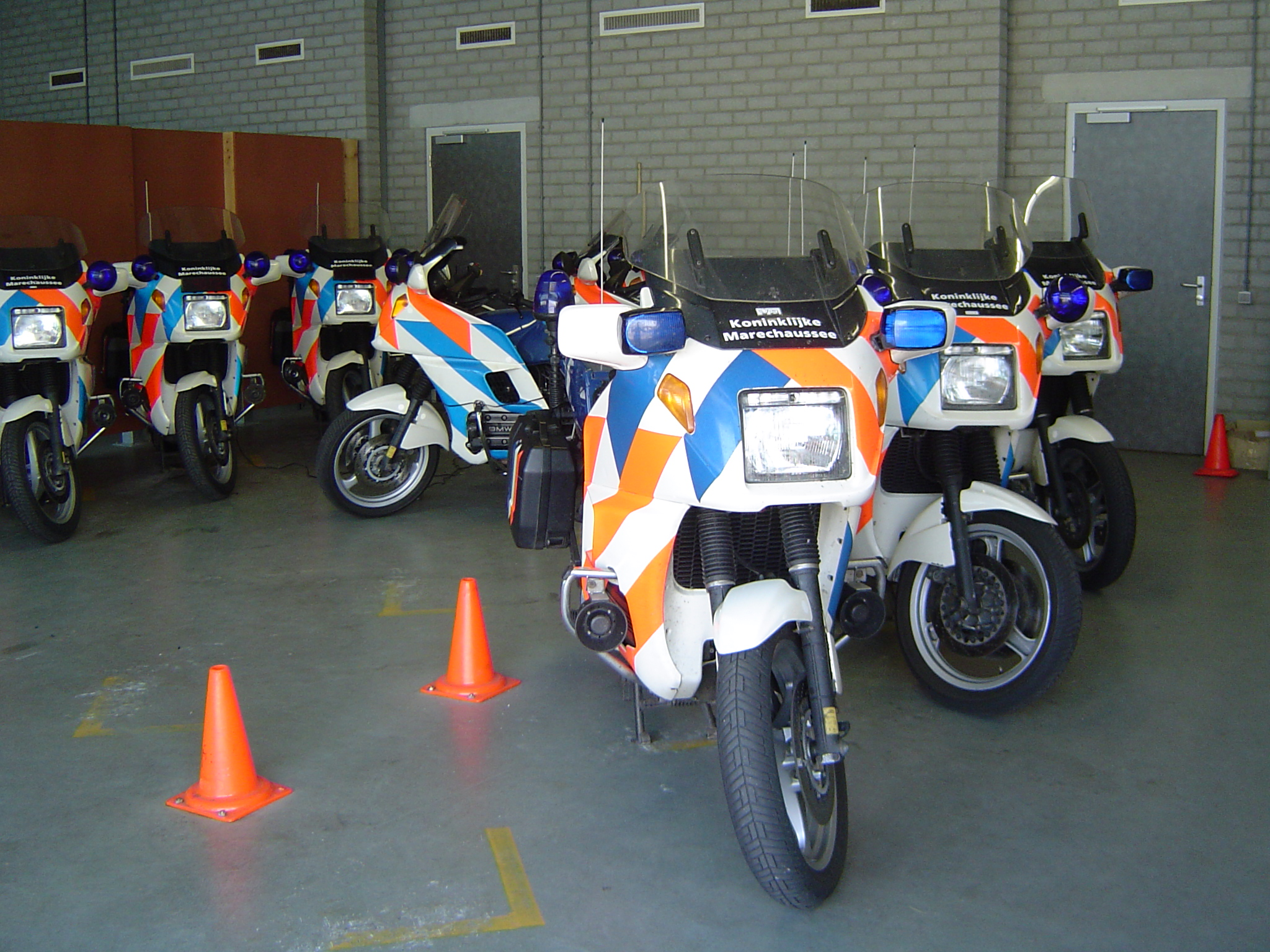
Striping fietsen worden ook wel "technicolor" genoemd

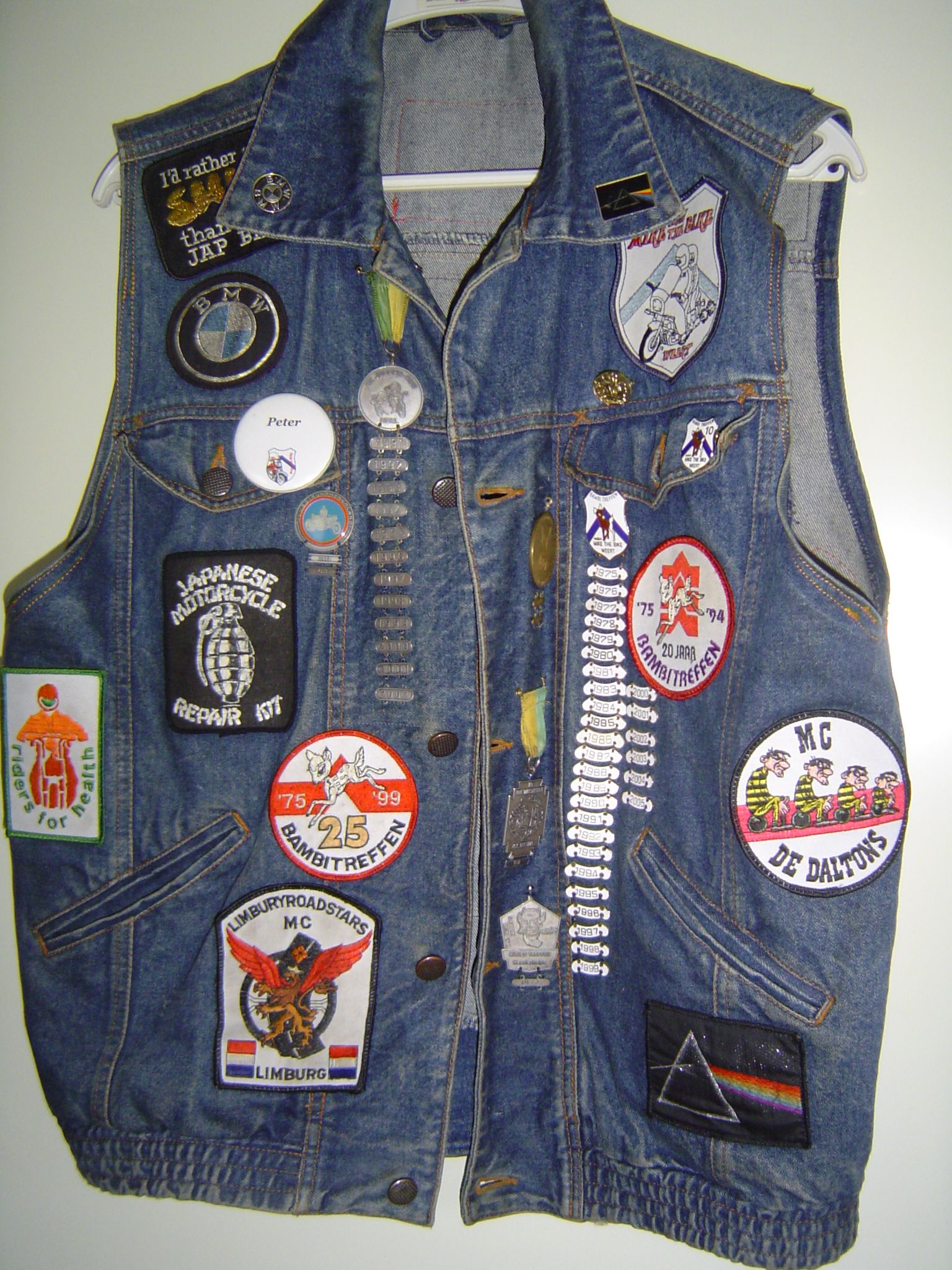
Stud your duds

Saddlebag
Leren tassenset waarbij de tassen aan elkaar zitten en over het zadel worden gehangen. Ook wel sling bag genoemd.
Safety Slider
Een Safety slider is een aluminium of kunststof dop die aan een frame of stroomlijnkuip van een motorfiets kan worden gezet om te voorkomen dat deze onderdelen bij een valpartij het asfalt raken. Ook wel crash pad of glijprop genoemd.
Safety wire
Borgdraad, onder andere gebruikt in de wegrace.
Sag
Engelse term die het ineenzakken van de vering aanduidt wanneer de rijder op de motor gaat zitten.
Sahararad
zie Grüne Elefant.
Sap
Brandstof. De benaming wordt het meest gebruikt door sprinters en dragracers, die hun sap (nitromethaan/methanol) zelf moeten mengen. Zie ook Juice.
Scania
Bijnaam voor de Honda GoldWing. Zie ook bankstel op wielen, Halve auto, Lead Wing en touringcar.
Schaamranden
De uiterste zijkant van een band slijt alleen wanneer men uitermate plat door de bocht gaat. Het niet-versleten gedeelte wordt de "schaamrand" (of in het Engels: Chicken strip) genoemd.
Schaduwrijder
zie bijrijder.
Scheurijzer
Snelle motorfiets.
Schijfprotector
Beschermingskap om de remschijf van een crosser of offroad tegen stof, vuil en water te beschermen. Juist de kwetsbaarheid van de schijf was de reden dat het lang duurde alvorens er schijfremmen bij terreinmotoren werden toegepast.
Schijfremslot
Beugelslot dat door de gaten in de remschijf wordt aangebracht.
Schildpadbenzine getankt
Laatste van de groep zijn.
Schopsteel
Kickstarter.
Schwarze Josephine
Bijnaam voor de Tornax-250cc-tweecilinder uit 1954. Het standaardmodel was helemaal zwart, het luxemodel niet.
Schwebemotor
Duitse benaming voor een motorblok dat in rubbers is opgehangen.
Schwebende Motorrad
Bijnaam voor de door Norbert Riedel ontwikkelde Victoria KR 21 Swing (1955), waarvan de achterste swingarm tot aan de cilinder doorliep. De bijnaam dankt de machine aan dit bijzondere veersysteem, dat in 1976 nog op de Bimota-HD-500cc-racer toegepast werd. Zie ook Swing Blitz Schaltung.
Scoot
afkorting voor scooter.
Screamin' Illegal
Spotnaam voor Harley-Davidsons Screamin' Eagle kit.
Seat Air
een sprong bij freestyle motocross waarbij de motorfiets in de lucht helemaal opzij gelegd wordt. Als hierbij de voeten opzij gestoken worden heet het een no footed seat air. De Seat Air wordt ook wel Airial genoemd.
Seatpipes
Uitlaatsysteem waarvan de dempers onder het zadel zitten. Sinds de Ducati 916 een rage. Zelfs machines die van origine geen seatpipes hebben worden door de accessoirehandel van een dergelijk uitlaatsysteem voorzien.
Seven
Zevensecondenrun bij sprint of dragrace over de kwart mijl. De eerste seven werd gereden door Russ Collins met een twaalfcilinder-, 3300cc-Honda triple: 7861 seconden (1975). De eerste Europese seven was voor Henk Vink (Kawasaki-2400cc-dubbelblokker, 7802 sec., Drachten 1980). De eerste Pro-Stock Seven was voor Terry Vance (Suzuki GSX, Texas Motorplex dragstrip 1987, 7,99 sec.).
Sexual Big Air
een sprong bij Freestyle motocross waarbij beide handen en voeten gespreid worden.
Sharkfin
Uitlaatdemper van Harley-Davidson (1936-1947), waarvan het uiteinde aan een haaievin deed denken.
Shims
Stelplaatjes, voornamelijk toegepast om de kleppen te stellen.
Shiny side up
zie Rubber side down.
Shock lowers
Beugels om de schokdempers naar achteren te verplaatsen, zodat mensen met korte benen makkelijker aan de grond kunnen.
Shoestring tuning
Het rijdend houden van een motor met zeer beperkte middelen.
Shotgun uitlaat
Vrijwel recht naar achter lopende uitlaten, onder andere van de Harley-Davidson FXDWG Dyna Wide Glide. De pijpen zijn over de gehele lengte even breed, zoals de loop van een geweer.
Shovel
Afkorting voor shovelhead.
Shovelhead
bijnaam voor de Harley-Davidson kopklepmotoren vanaf 1966. De kleppendeksels hebben iets weg van een kolenschop (shovel). De shovelhead verdween in 1984, toen de blockheads kwamen, hoewel er in 1985 nog een aantal FLHP Police Specials met het shovelhead blok uit zijn gevoerd. Motorblokken van Harley-Davidsonmotorfietsen krijgen allemaal een eigen bijnaam, zo is er de Alloy Head, de Blockhead, de Flathead, de Ironhead, de Knucklehead en de Panhead.
Showa Street
een straat in het Ueno District in Tokio waarin binnen een afstand van 1 km ongeveer 40 motorzaken te vinden zijn. Showa Street wordt ook wel Corin Street genoemd omdat ze helemaal onder beheer staat van de Corinketen, Japanse keten van motorfietsdealers. Showa Street vormt hierdoor het motorfietsmekka in Japan.
Showtime
zie Supermac.
Side kick
Bijnaam voor een Bakkenist.
Sideswap
Het in de flank rijden van een motor door een automobilist. Een van de meest voorkomende oorzaken van motorongevallen.
Sigaar
Algemene benaming die wordt gebruikt voor recordmachines, uiteraard afgeleid van de gunstige, langwerpige stroomlijnvorm.
Silent blocks
Rubbers voor motorophanging om trillingen tegen te gaan.
Silent Grey Fellow
Door de fabriek zelf bedachte bijnaam voor de Harley-Davidson model 6 die ca. 1910 werd uitgebracht. Deze inderdaad grijze machine werd verkocht onder de slogan: "This Harley-Davidson does the work of three horses". Ook andere Harleys uit die periode werden Silent Grey Fellows genoemd. Dit waren de eerste Harleys met een geluiddemper, vandaar Silent. Bij Harley-Davidson schreef en sprak men vanaf 1914 over de "Silent Gray Fellow" gray met een a geschreven dus, in alle kleuren leverbaar als het maar grijs (met rode biezen)was.
Silly games
Spelletjes die vooral op motortreffens populair zijn, zoals cilinderwerpen, eieren eten, krukas smijten, helmen-race, eierwerpen, Japanese bike bashing, ringsteken, sleutelwedstrijd en de Wet T-shirt Competition.
Single
Eencilinder. Vroeger werden er tijdens de TT van Man in de Single cilinder TT-Class aparte wedstrijden voor singles gehouden. Tegenwoordig heten dergelijke wedstrijden SOS.
Single knocker
Motor met een enkele bovenliggende nokkenas. Zie ook OHC.
Sissybag
zie Sissybarbag.
Sissybar
Rugsteun, voornamelijk als accessoire gebruikt op customs.
Sissybarbag
Tasje dat aan de sissybar bevestigd wordt. Ook wel Sissybag genoemd. Zie ook customizing.
Sito
Afkorting/bijnaam van wegracecoureur Alfonso (“Alfonsito”) Pons.
Six
Zescilinder.
Sixpack
Zeszuiger remklauw.
Slaapzak
Gewatteerd nylon of textielen motorjack.
Slam'n Sammy
Bijnaam van recordjager Sammy Miller.
Slant bags
Naar achter afgeschuinde koffers of tassen die nodig zijn wanneer een motor ver naar achteren geplaatste voetsteunen heeft.
Sleek bob
Een Sleek Bob is een plat achterspatbord voor Harley-Davidsons en andere customs. De Sleek Bob wordt ook wel Flat fender genoemd.
Sleeper
Harley-Davidson die een "braaf" uiterlijk combineert met een flink opgevoerd blok. Bijvoorbeeld een Electra Glide met Screamin' Eagle kit. Ook wel street sleeper genoemd.
Slick
Bijnaam van Ducati-chef-monteur Tony Bass.
Slider sissybar
Verplaatsbare sissybar, waardoor de rijder hem als rugsteun kan gebruiken indien zonder duopassagier wordt gereden.
Slijtijzer
Metalen uitsteeksel aan voetsteunen of treeplanken om te voorkomen dat ze bij gebrek aan grondspeling afslijten.
Sling bag
zie saddlebag.
Slip-on demper
Vervangingsuitlaatdemper die kan worden gebruikt in combinatie met de originele uitlaatbochten.
Slippery Sam
In 1970 nam een fabrieksteam van Triumph met 750cc-Tridents deel aan de 24-uurs race op het circuit van Monthléry. De motor met nummer twee, bereden door Percy Tait en Steve Jolly, kreeg grote olieproblemen. De olie zat zelfs in de laarzen van de coureurs! Na verschillende keren olie verversen besloot het team te stoppen. Op aandringen van de Franse importeur ging men vanaf de 75e plaats echter weer van start en het team eindigde in de top zes. Percy Tait noemde de motor "Old Slippery" en journalist Bob Curry gaf de machine in een artikel de naam Slippery Sam. De machine zou later, met de naam Slippery Sam op de zitting, nog veel successen behalen, onder andere met Mick Grant. Enige motorfiets ter wereld, die 5 keer op rij de Production 750 TT op Man won, vanaf 1971 tot en met 1975. Na een brand in het museum in Birmingham was 'Sam' grotendeels verwoest. Les Williams, de originele constructeur van 'Sam', restaureerde de motor weer tot in originele staat.
Slof
Luchtband.
Slow motion
Spotnaam voor customs. Ook wel: Gynaecologenstoel, Klapstoel en Herafstapper.
Slugs
Verlengstukken voor een telescoopvork, waardoor de motor meer achterover komt te staan.
Smalcarter
Dit is een aanduiding voor Ducati-eencilindermotorfietsen vanaf de 175 T (1958). De naam “smalcarter” ontstond waarschijnlijk pas met de komst van de breedcarters. Bekende smalcarters zijn de genoemde 175 T, de 200 Elite, de 250 Diana (of Daytona) en de 250 Mach 1. De machines waren ontwikkeld door Fabio Taglioni.
Smart bike
Wedstrijdmotor voorzien van elektronische meet- en regelapparatuur (telemetrie).
Snaarmotor
(Hulp)motor die via een snaar (riem) het voor- of achterwiel of de koppeling aandrijft.
Snelgas
Gashandvat waarmee dat al bij een kleine verdraaiing een grote gasreactie geeft. Het doseren van het gas is er wel moeilijker mee.
Snelsluiting
Helmsluiting waarbij een kliksysteem wordt toegepast, vergelijkbaar met de sluiting van een autogordel.
Snerper
zie expansiepijp.
Snuffelklep
Automatisch openende inlaatklep bij sommige antieke motoren. Ook wel snuffelventiel genoemd.
Snuffelventiel
zie snuffelklep.
Soes
Bijnaam voor Suzuki.
Soft grips
Zachte handvatten.
Softtail/Softail
Afgeveerde achterbrug. De benaming wordt vaak gebruikt bij customs met een hardtaillook, waarbij de schokdempers dus verborgen zitten. Harley-Davidson noemt het geval "Softail", met een "t" te weinig. En de Japanners dus ook.
Solids
Vaste klepstoters voor Harley-Davidson, ter vervanging van de hydraulische klepstoters van de EVO-blokken. Solids worden meestal bij het opvoeren toegepast.
Spaghetti-Harley
Bijnaam voor de Italiaanse Aermacchi- en Cagiva-Harley-Davidson.
Speed King
Leren Harley tassen met metalen binnenframe en veel chroom.
Spijkerbak
Versleten motorfiets, die rammelende geluiden produceert.
Spit and Polish
Bijnaam voor de Brough Superior SS 80 (1924), waarvan het motorblok veel blinkend nikkel bevatte. George Brough reed met een van deze machines zelf in races.
Sporen
Het in lijn staan van voor- en achterwiel.
Spotlight kit
Set van losse lampen die op cruisers en customs als accessoire wordt gebruikt.
Spring Drive
Koppeling van de Triumph Model SD (1920-1927) die een grote veer in de koppeling als transmissiedemper had.
Spring hub
Verende wielnaaf, gebruikt door Triumph in de jaren veertig en vijftig.
Springer
Bijnaam van AMA-coureur Jay Springsteen, die ook Jay Bird genoemd werd.
Springframe
Engelse aanduiding uit het einde van de jaren veertig voor motorfietsen met een afgeveerd frame.
Square Four
Viercilinder waarbij de cilinders in het vierkant staan, meestal met twee krukassen. Voorbeelden: Ariel Square Four (vanaf 1930) en Suzuki RG en RGV-racers (1974-2001).
Squariel
Bijnaam voor de Ariel Square Four (1930-1959). De officiële fabrieksslogans noemden de machine the modern motorcycle en ook whispering wildfire. Andere bijnamen waren the Gent en the Four Piper (voor de Mk2 van 1953 tot 1958, die vier uitlaatpijpen had).
Squirrel
(Eekhoorn) Bijnaam van Eddie Mulder (AMA-kampioenschapsrijder).
Staande twin
Tweecilinder met staande cilinders. Voorbeeld: Triumph Speed Twins.
Stamper
Motor die flinke klappen produceert. Meestal een eencilinder met lange slag motor. Echte stampers worden niet meer gemaakt. Ja, toch: De Enfield Bullet uit India.
Star hub
(Harley-Davidson 1936-1966). Afdekplaat van het wiellager, in de vorm van een vijfpuntige ster.
Starmaker
247cc-motorblok van Villiers. Villiers leverde aan de meeste Engelse en vele buitenlandse merken goede tweetaktblokken, maar op sportgebied werden deze slechts beperkt ingezet. Na successen die Greeves in het begin van de jaren zestig met opgevoerde Villiersblokken boekte vond Villiers dat ze niet konden achterblijven en werd de 247cc-Starmaker gebouwd. Het blok werd met weinig succes gebruikt in de Cotton Telstar en de DMW Hornet-250cc-wegracers. Ook Royal Enfield probeerde het, maar besloot dat ze het zelf beter konden. De Starmaker zat vol ontwerpfouten en heeft nooit van een rijder een ster gemaakt.
Steady Eddie
Bijnaam van wegracecoureur Eddie Lawson.
Steffie
Afkorting/bijnaam van Stefan Dörflinger (wegracecoureur).
Stepthroug moped
Damesbrommer. Deze bromfietsen hebben een lage instap, vandaar het woord "stepthrough".
Stereovering
Traditionele achtervering met twee schokdempers.
Stijf frame
Frame zonder achtervering.
Stint
Gedeelte van een Endurancewedstrijd, dat door een van de twee of drie rijders wordt afgelegd.
Stockrijder
Term uit de enduro sport. Bedoeld wordt iemand op een volledig standaardmachine.
Stofzuiger
Spottende benaming voor viercilinder motoren, die echter ook werd gebruikt voor de Hercules W 2000 wankelmotor, die bij het dichtdraaien van het gas een luid, jankend geluid voortbracht. Ook de BMW K-motoren worden stofzuiger genoemd.
Stofzuigerslangen
Stuwdrukinlaten van een Kawasaki zxr750/400.
Stoomfiets
Ouderwetse, soms nog gebruikte bijnaam voor een motorfiets.
Stop
Het stilstaan met één of twee voeten aan de grond of buiten het parcours raken tijdens een non stop.
Stop-and-hop
Rijstijl bij moderne trialwedstrijden, waarbij vaak gebruik wordt gemaakt van de hop-hoptechniek.
Stoppie
Het tegenovergestelde van een wheelie. Komt bij een wheelie door het accelereren het voorwiel van de grond, bij een stoppie wordt zo hard geremd dat het achterwiel omhoog komt.
Straatschurft
Schuurwonden na valpartij. Ook bekend als asfaltschurft of roadrash.
Straight Single
Echte eencilinder. Deze benaming werd door het merk Indian gebruikt om de racemotoren aan te duiden die oorspronkelijk slechts één cilinder hadden. Er werd namelijk ook weleens een cilinder van een V-twin afgeschroefd om zodoende met de overgebleven cilinder in de 350- tot 500cc-klasse te kunnen starten.
Strak zetten
Het pico-bello verzorgen van een enduromotor voor het inleveren in het parc fermé. Vooral belangrijk om de sponsorstickers goed uit te laten komen.
Streamliner
Super gestroomlijnde motor die gebruikt wordt voor snelheidsrecords op de Bonneville zoutvlakte. De bekendste zijn de sigaarvormige machines van de Amerikaan Don Vesco.
Streep-?
Aanduiding voor de oudere (tweekleps) BMW boxermotoren, die afhankelijk van hun bouwperiode werden aangeduid met /2, /3, /5, /6, /7. Voorbeeld: R 75/5, R 75/6, R 75/7. BMW-kenners spreken dus over een streep 5, streep 6 of streep 7. Na de /7-serie kwamen in 1993 de vierkleps-boxers, die geen “/” aanduiding meer kennen. De "R" in de BMW-typeaanduidingen staat overigens voor "Rad".
Street Scrambler
Wegmotor met een terreinuiterlijk, voorloper van de offroad.
Street sleeper
zie sleeper.
Street Sweeper
In de Verenigde Staten gebruikte bijnaam voor de (147pk-)Triumph Daytona 1200.
Strijkijzer
Racemotor.
Striping fiets
Bijnaam voor de motorfietsen van politie en Koninklijke Marechausse met de bekende rode en blauwe strepen, in tegenstelling tot de onopvallende motorfietsen. Zie ook Technicolor.
Struds
Stalen strips die de achterschokdempers vervangen om een hardtail te verkrijgen.
Stu
Afkorting/bijnaam voor Stuart Avant (wegracecoureur).
Stud your duds
Letterlijk: Versier (to stud) je kleding (dud = plunje). Het uitwisselen van clubbadges tijdens een motortreffen, ook wel het opspelden van een treffenbadge of plaquette.
Stuur U Zelf Uw Kist In
Bijnaam voor het motormerk Suzuki.
Sudden Sam
Bijnaam van speedwayrijder Sam Ermolenko.
Suicide clutch
Letterlijk: zelfmoordkoppeling. Zeer klein koppelingspedaaltje dat door de eerste chopperbouwers werd toegepast op oude Harleys. Het kon gebeuren dat het pedaal vanzelf in gekoppelde toestand sprong, waardoor een wachtende motorrijder ineens de kruising op reed. De ongelukken die hierdoor gebeurden leken op zelfmoordpogingen.
Super Blufbird
Bijnaam van de Honda CBR 1100 XX Super Blackbird (1996). Dit had de eerste productie motor moeten zijn die sneller dan 300 km/uur liep. Dat haalde hij ook, op de zéér optimistische teller (in werkelijkheid “maar” 280 km/uur). Motortesters ontdekten tot hun leedwezen ook dat er met de tankinhoud was gebluft.
Super Shinya
Bijnaam van de wegracecoureur Shinya Nakano.
Superfrog
De Canadese coureur Yvon Duhamel werd vooral bekend door de Formula 750 races die hij voor Kawasaki reed. Yvon was recordhouder “vallen bij hoge snelheid” en omdat hij altijd in de groene Kawasakikleuren reed kreeg hij de bijnaam Superfrog.
Supermac
Bijnaam voor supercrosser Jeremy McGrath, die bekend is door zijn stunts, zoals de Nac nac. McGrath wordt ook wel “Showtime” genoemd.
Superman
sprong bij Freestyle motocross waarbij de rijder zijn voeten naar achteren steekt.
Superman Seatgrab
sprong bij Freestyle motocross waarbij de rijder de voeten naar achteren beweegt en met één hand zijn zadel vastpakt.
Surge tank
Buffertank in het luchtinlaatsysteem om turbolag op te heffen (onder andere Yamaha XJ 650 T).
Surrend Wrapt
een sprong bij Freestyle motocross waarbij beide handen en voeten los komen.
Suzy
Afkorting/bijnaam voor Suzuki.
Swap meet
Letterlijk: ruilbeurs, mag ook een onderdelenmarkt zijn.
Swept back pipes
Uitlaten die schuin naar achteren, langs de cilinders lopen. De uitlaat wordt zo een stuk korter. Vroeger gebruikt op scramblers om de uitlaten hoog weg te laten lopen, tegenwoordig populair op choppers en customs.

## T

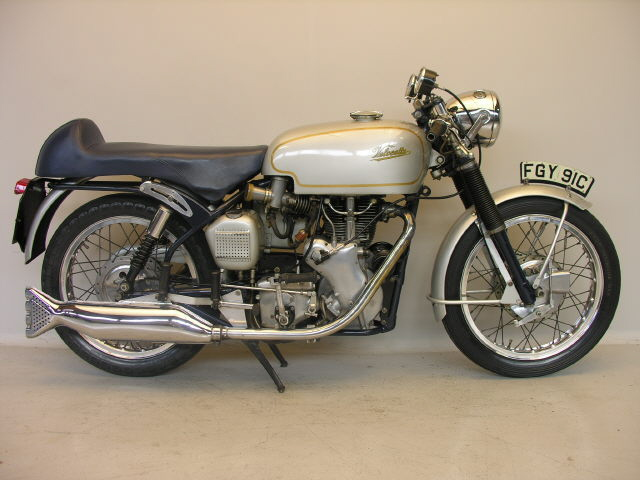
Thrucky

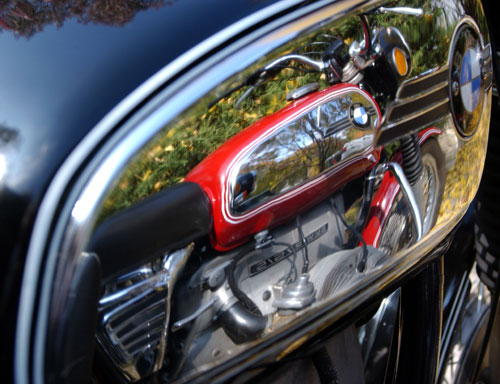
Toastertank

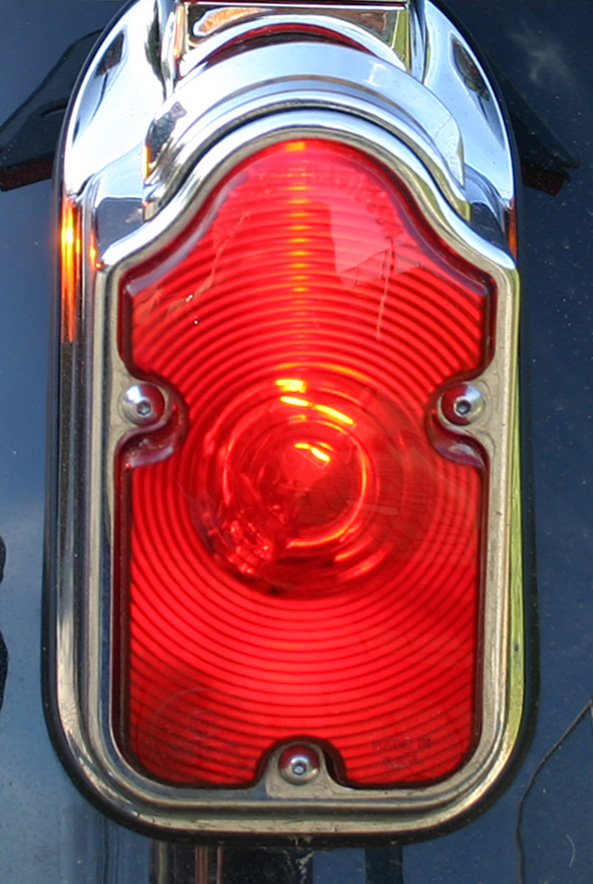
Tombstone taillight

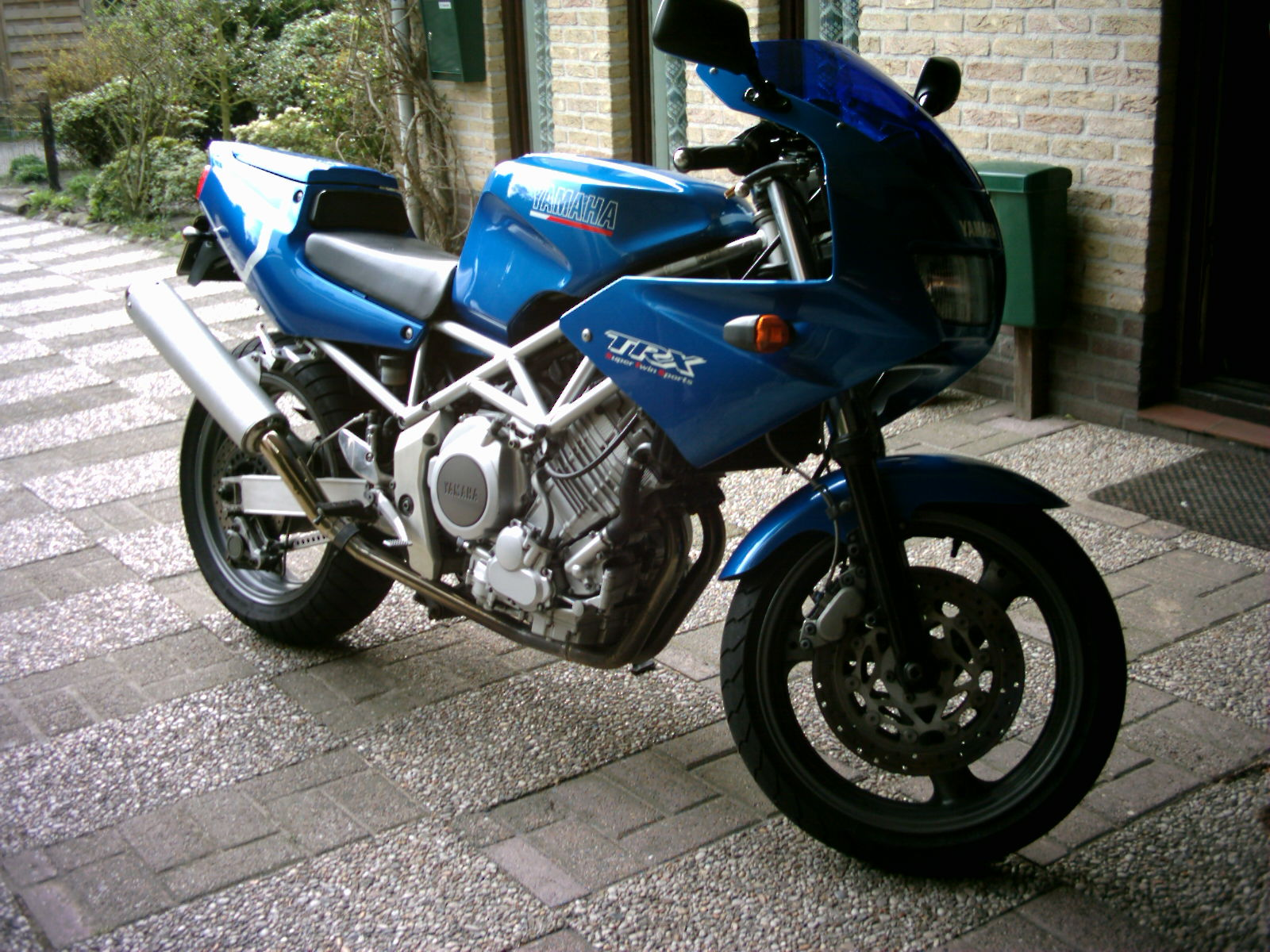
Trixie

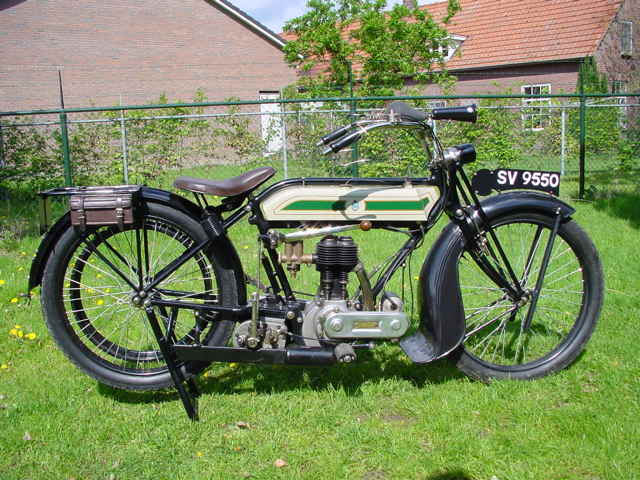
Trusty Triumph

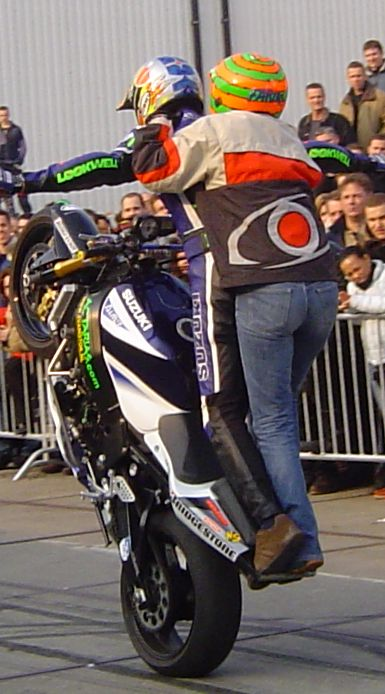
Stuntrijder en passagiere staand in de Twelve o'clock bar

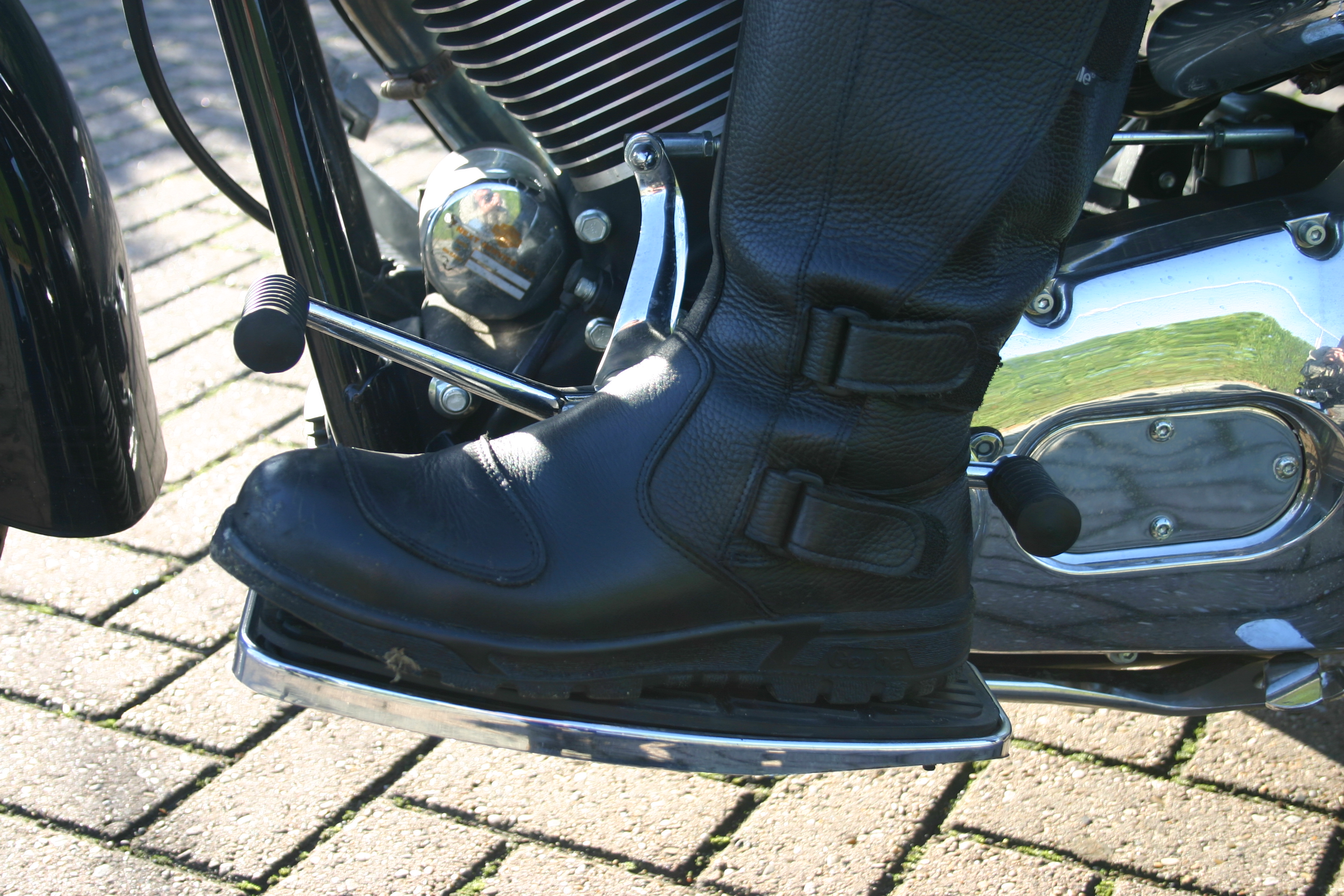
Treeplank

Tady
Afkorting/bijnaam van wegracecoureur Tadayuki Okada.
Tandenpoetsen
Met veel (tandwiel)lawaai schakelen.
T-Bird
Bijnaam/afkorting voor de Triumph TR 65 Thunderbird (1949) en de 650cc-Triumph 6T Thunderbird, gemaakt van 1949 tot 1964.
Technicolor
Bijnaam voor de motorfietsen van politie en Koninklijke Marechausse, zie ook Striping fiets
Teddy boy
zie Coffee bar racer.
Teefsteun
Sissybar.
Tepi
Bijnaam van Teuvo Länsivuori (wegracecoureur).
Tesi
Bimota – typeaanduiding voor de naafbestuurde motoren. Afgeleide van het woord thesis en bedacht door de studenten Roberto Ugolini en Pierluigi Marconi, die betrokken waren bij de ontwikkeling van het principe.
Testastretta
Tijdens de Intermot in München in september 2000 presenteerde Ducati dit vernieuwde 996cc-V-twin-blok voor de Ducati 996 R. Testa stretta betekent "smalle kop".
Tex
Bijnaam van de Duitse coureur Manfred Geissler, naar het café van zijn vader, de Texas Bar.
Texas Cowboy
zie Cowboy Kevin.
Texas Henkie
Bijnaam van wegracecoureur Henk Klaassen.
Texas Tornado
Bijnaam van wegracecoureur Colin Edwards.
Texaszadel
Harley-Davidson zadel voor twee personen. Het leek op een paardezadel, en is versierd met veel chroom. Het Texaszadel heette officieel DeLuxe Buddy Seat.
Thrucky
Bijnaam voor de Velocette Venom Thruxton.
Thumper
Bijnaam voor een dikke eencilinder, in het Nederlands Stamper.
Thunderbike Trophy
Wegrace-klasse die in 1995 in het leven werd geroepen met de volgende doelen: a. Extra service voor bezoekers van GP's, b. Extra klasse voor GP-rijders die buiten de boot vallen, c. Instapklasse voor jonge coureurs. De Thunderbike Trophy werd verreden met 600cc-viercilinderviertakten en 750 tweecilinders.
Tieten
Cilinders van de BMW boxermotoren. Berijders van Moto Guzzi's, waarvan de cilinders schuin omhoog staan, noemen de vlakke BMW cilinders hangtieten.
Tijgerbuddy
Motor- of bromfietszadel met overtrek met een tijgermotief. Populair in de jaren zestig, hoewel het “tijgermotief” meestal het vlekkenpatroon van andere katachtigen vertoonde.
Tintin
zie OJ (Ojay).
Tire Deflator
Antidiefstalapparaatje dat op een bandenventiel wordt geplaatst zodat binnen enkele honderden meters de band van de (gestolen) motorfiets leeg loopt.
Tireshake
Term uit dragrace en motorsprint. Een tireshake ontstaat doordat de achterband tijdens een run ovaal wordt. Dat kan omdat er met een zeer lage bandenspanning gereden wordt. De band moet door de centrifugaalkracht rond worden. Een tireshake veroorzaakt wazig zicht en misselijkheid en kan zelfs tot een hersenschudding leiden. Enige remedie: van het gas af gaan.
Toastertank
Bijnaam voor de kleine 17 litertank die in de Verenigde Staten leverbaar was voor de BMW /5-serie. De verchroomde flanken gaven hem het uiterlijk van een broodrooster.
Toeren
Een stukje rijden met de motorfiets, maar ook de verkorte weergaven van het woord "toerental", de omwentelingssnelheid van de krukas.
Tombstone taillight
Achterlicht dat doet denken aan een kerkraam of grafsteen. Door Harley-Davidson gebruikt van 1947 tot 1953, maar tegenwoordig ook weer op de "Classic"modellen.
Tome
Afkorting/bijnaam van wegracecoureur Masaki Tokudome.
Ton-up Boy
Engelse motorduivel die een motor (caféracer) bereed die “a ton” oftewel 100 mijl per uur (161 km/uur) kon halen. To do a ton: 100 mijl per uur rijden. Zie ook caféracer, coffee bar racer. In Australië is een club voor Engelse motoren die Ton-up-boys Club heet.
Ton-up girl
Vriendin van een ton-up boy.
Tony D.
Afkorting/bijnaam van de Amerikaanse crosser Toni DiStefano.
Tool box
Gereedschapskastje, tegenwoordig meestal als verchroomd accessoire op Harleys gemonteerd.
Toolroll
Tasje dat als accessoire aan het stuur of de voorvork van een custom of een trike bevestigd kan worden. Zie ook customizing.
Toonbankracer
Benaming voor een snelle motorfiets die goedgekeurd is voor de openbare weg, en dus gewoon te koop is. De naam wordt ook wel gebruikt voor productieracers.
Torpedo
Zijspanbak in torpedovorm, bijvoorbeeld de beroemde Steibbakken. Omdat er onder eigenaren van klassieke motoren veel vraag is naar deze zijspannen, worden ze tegenwoordig weer gebouwd door het Engelse merk Squire.
Totte
Afkorting/bijnaam van motocrosser Torsten Hallman die in de jaren zestig 4 wereldtitels achter elkaar won en daarmee tevens de doorbraak voor het merk Husqvarna bewerkstelligde.
Touringcar
of touringcar op twee wielen Bijnaam voor de Honda GoldWing. Zie ook bankstel op wielen, halve auto, Scania en Lead Wing.
Tournevis
(Schroevendraaier). Bijnaam van de Nougier-250cc-racer uit 1946. De naam kwam van de vorm van de koningsas en het carterdeel waar deze op bevestigd was. Vergelijkbaar met Nortons "Cricket Bat".
Tractor
Bijnaam voor -trage- (al dan niet Japanse-namaak-) Harley's met veel koppel.
Tre Milioni
Italiaanse bijnaam voor de – dure – Termignoni-carbonuitlaatdemper voor de Ducati 999.
Treffen
zie motortreffen.
Trialprofessor
Bijnaam van motorjournalist Toon van de Vliet.
Trilplee
Spotnaam voor scooters. Ook wel raceplee.
Triple
Driecilinder. Bij dragrace en motorsprint is een triple een machine met drie motorblokken.
Tripleren
Het inhalen van een reeds inhalend voertuig bijvoorbeeld over de redresseerstrook van een autosnelweg.
Triton
Samen trekking tussen de namen Triumph en Norton, werd gebruikt voor een eigenbouwfiets uit de jaren vijftig/zestig, die bestond uit een combinatie van het snelste blok (Triumph) en het best sturende frame (Norton).
Trix, Trixie
Bijnaam van de Yamaha TRX 850.
Trockenhaube
zie Flying dustbin.
Trucker
Bestuurder van een grote motor, een zijspancombinatie of een motor met aanhanger.
Trumpet
Bijnaam voor Triumph.
Trusty Triumph
Bijnaam van de Triumph type H zijkleppers van rond 1922.
Truttenschudder
bijnaam voor een chopper of custom.
T-Shirt
Bijnaam voor wegracecoureur Jörg Teuchert. Zijn Britse en Amerikaanse collega's hebben moeite zijn achternaam uit te spreken, vandaar.
Tupperware, Tupperwarebakje
Spottende benaming voor motorfietsen met een stroomlijn in de tijd dat dit nog geen gemeengoed was. Ook wel botervloot of cementmolen.
Turn out pipes
Uitlaten van Harley-Davidson die naar links en rechts uitmonden (onder andere Electra Glide Sport). Ook wel kortweg turnouts genoemd.
Turnouts
zie turn out pipes.
Turnpike tank
Grote (5 gallon) tank van Harley-Davidson. Genoemd naar de tolwegen (turnpikes) waar de afstanden tussen de tankstations zeer groot zijn.
Turtle Tail
Bijnaam voor het achterspatbord van de Harley-Davidson Wide Glides.
Twee-in-eenuitlaat
Twee uitlaatbochten die samenkomen in één demper. Andere mogelijkheden: drie in één, drie in twee, vier in één, vier in twee, zes in twee.
Tweeasser
Zeer zeldzaam gebruikte naam voor een motor met twee bovenliggende nokkenassen, die meestal met DOHC wordt aangeduid.
Tweebouter
Bijnaam van enkele BMW-racers uit de jaren vijftig, waarvan de kleppendeksels met twee bouten bevestigd waren. Normaal was er dat maar een.
Twelve o'clock bar
Beugel die aan de achterkant van een stuntmotor wordt aangebracht. Hierdoor kan de motor op "twaalf uur" (rechtop met het voorwiel omhoog) gezet worden. De twelve o'clock bar zorgt ook voor de nodige vonken bij wheelies. Hij kan ook gebruikt worden als handgreep of voetsteun bij bepaalde stunts.
Twin Headlight kit
Set met twee kleine koplampjes, die aan weerszijden van de normale lamp bevestigd worden. Accessoire voor customs.
Two Stroke Sensation
Bijnaam van de 250cc-Kawasaki A1 Samurai uit 1966. Deze machine was voor die tijd een sensatie qua snelheid en geluid.
Tankframe
Frame waarvan de brandstoftank deel uitmaakt.
Teardrop tank
Kleine druppelvormige tank van Harley-Davidson. De eerste teardrop werd gebruikt op de knucklehead in 1936, maar het model wordt nog steeds toegepast.
Theepot
Bijnaam voor de Suzuki GSX 600 F.
Todesgabel
(Vork des doods). Spotnaam voor de eerste telescoopvoorvork die op de Horex Regina was gemonteerd.
Tractor
bijnaam voor Harley-Davidson.
Treeplank
Vlakke voetsteun waar de hele voet op rust. Meestal op grote customs en toermachines (Harley-Davidson, Honda GoldWing).

## U
Umbrellagirl
zie Pitspoes.
Unapproachable
(De ongenaakbare). Min of meer officiële bijnaam van Norton.
Undertray
een bodemplaat die als spatbord onder het “kontje” van een motorfiets kan worden gemonteerd om dit aan de onderzijde af te dichten. Undertrays worden bij sportieve modellen gebruikt en meestal in de kleur van de motor gespoten.
UPP
Afkorting en staat voor Uber Poser Posse. En dit slaat weer op het zogenaamde pimpen van de motorfiets. Dus in plaats van de originele onderdelen accessoire onderdelen monteren zoals andere knipperlichten, stalen remleidingen, andere remschijven et cetera. De posse is een bepaalde groep die veel aan zijn of haar motor veranderd heeft.
Upside Down Engine
Bijnaam van de Indian Four vanaf 1936, een kop/zijklepmotor waarbij de inlaatkleppen aan de zijkant zaten en de uitlaatkleppen op de cilinderkop. Normaal gesproken was dat andersom, IOE oftewel Inlet Over Exhaust. Een motor met deze klepopstelling was al gebruikt door Moto Guzzi in 1921.
Ural Dnepr
Verkeerd toegepaste benaming van de KMZ Dnepr. Vaak wordt gedacht dat de Dnepr een product van de IMZ Ural-fabriek is, in werkelijkheid staat de Uralfabriek in Irbit en de Dneprfabriek in Kiev. Ook qua constructie zijn er verschillen tussen Ural en Dnepr.